# Stanislav Pryčynenko
Stanislav Volodymyrovyč Pryčynenko (in ucraino Станіслав Володимирович Причиненко?; Sinferopoli, 26 giugno 1991) è un ex calciatore ucraino, di ruolo centrocampista.

## Carriera

### Club
Ha giocato nella prima divisione ucraina, in quella georgiana ed in quella russa.

### Nazionale
Ha giocato nelle nazionali giovanili ucraine Under-16, Under-17, Under-18 ed Under-21.